# Österreichischer Frauen-Fußballcup 2007/08
Der Österreichische Frauen-Fußballcup wurde in der Saison 2007/08 zum 34. Mal ausgespielt. Als ÖFB-Ladies-Cup wurde vom Österreichischen Fußballbund er zum 16. Mal, als ÖFB-Stiegl-Ladies-Cup zum vierten Mal, durchgeführt und begann am 22. September 2007 mit der ersten Runde und endete am 1. Juni 2008 mit dem Finale am Sportplatz AKA St. Pölten NÖ. Den Pokal gewann zum sechsten Mal der SV Neulengbach.

## Teilnehmende Mannschaften
Für den österreichischen Frauen-Fußballcup haben sich anhand der Teilnahme der Ligen der Saison 2007/08 folgende 30 Mannschaften, die nach der Saisonplatzierung der ÖFB-Frauenliga 2006/07, der 2. Liga Mitte 2006/07, der 2. Liga Ost 2006/07, der 2. Liga Süd 2006/07 und der 2. Division West 2006/07 geordnet sind, qualifiziert. Teams, die als durchgestrichen gekennzeichnet sind, nahmen am Wettbewerb aus diversen Gründen nicht am Wettbewerb teil oder sind zweite Mannschaften und spielten daher nicht um den Pokal mit. Weiters konnten noch der Landescupsieger, der Landesmeister oder auch Vertreter der Saison 2006/07 teilnehmen.
| ÖFB-Frauenliga (10) | 2. Liga Mitte (5) | 2. Division Ost (7) |
| --- | --- | --- |
| - SV Neulengbach (NÖ) (C) - LUV Graz (ST) - USC Landhaus (W) - USG Ardagger/Neustadtl (NÖ) - ASK Erlaa (W) - Union Kleinmünchen (OÖ) - FC Südburgenland (B) - 1. DFC Leoben (ST) - FC Wacker Innsbruck (T) (RG) statt FC Wacker Tirol (T) - FC St. Veit/Glan (K) (RG) | - LASK Ladies (OÖ) (A) - USK Hof (S) (RV) - SV Garsten (OÖ) - ASKÖ Dionysen/Traun (OÖ) - ASK Maxglan (S) - Union Geretsberg (OÖ) - SV Spittal/Drau (K) - Union Nebelberg (OÖ) - Sportunion Wolfern (OÖ) (LM) (N) - ASKÖ Doppl/Hart (OÖ) (L2) (N) | - SV Gloggnitz (NÖ) (A) - SV Groß-Schweinbarth (NÖ) (RV) - SV Horn (NÖ) - SV Neulengbach II (NÖ) - SV Langenrohr (NÖ) - USC Landhaus II (W) - 1. SVg Guntramsdorf (NÖ) - ESV Süd-Ost (W) - DFV Juwelen Janecka (W) - DFC Heidenreichstein (NÖ) - SV Ladies Furth (NÖ) (LM) (N) - DSV Wien 04 (W) (N) |
| 2. Liga Süd (3) | 2. Liga West (1) | |
| - ASV St. Margarethen/Lav. (K) - SC St. Ruprecht/Raab (ST) - FC Südburgenland II (B) - SC Unterpremstätten (ST) - FC Ligist (ST) - Schöneberger LUV II (ST) - SV Gössendorf (ST) (LM) (N) | - FC Koblach (V) - Schwarz-Weiß Bregenz (V) - FC Lingenau (V) - FC Wacker Innsbruck II (T) (N) statt FC Wacker Tirol II (T) (LM) - FC Lustenau (V) (LC) (LM) (N)                                                                                 | |
| Landescupsieger, Meister oder Meistervertreter aus der Landesliga (4) | | |
| - SV Ladies Furth (NÖ) (LM), siehe 2. Division Ost - ATSV Hollabrunn (NÖ) (L3) - FSC Hainfeld (NÖ) (L8) - ASV Spratzern (NÖ) (LN) - Sportunion Wolfern (OÖ) (LM), siehe 2. Division Mitte - ASKÖ Doppl/Hart (OÖ) (L2), siehe 2. Division Mitte | - SV Gössendorf (ST) (LM), siehe 2. Division Süd - FC Wacker Innsbruck II (T) statt FC Wacker Tirol II (T) (LM), siehe 2. Division West - SPG SV Brixlegg/SV Rattenberg (T) (LM)                                                                 | - FC Lustenau (V) (LC) (LM), siehe 2. Division West - DSV Wien 04 (W) (??), siehe 2. Division Ost - SC Leopoldsdorf (W) (??) |
| Erläuterungen Länderkürzel: (B): Burgenland, (K): Kärnten, (NÖ): Niederösterreich, (OÖ): Oberösterreich, (S): Salzburg, (ST): Steiermark, (T): Tirol, (V): Vorarlberg, (W): Wien; Vereins-Landes-Bewerbserfolg: (LC): Landescupsieger, (LCF): Landescupfinalist, (LM): Landesmeister, (Lx): x. Platz der Landesliga, (LN): Landesliga-Aufsteiger, (..-x): x Landesliga siehe Länderkürzel | | |

| (C) | amtierender Cupsieger 2006/07    |
| (A) | Absteiger der Saison 2007/08     |
| (N) | Neuaufsteiger der Saison 2007/08 |

## Turnierverlauf

### 1. Cuprunde
| Datum                   |                               | Ergebnis              |                        |
| ----------------------- | ----------------------------- | --------------------- | ---------------------- |
| 22.09.2007 um 16:00 Uhr | FC Wacker Innsbruck           | 12:0 (8:0)            | FC Koblach             |
| 22.09.2007 um 18:00 Uhr | ATSV Hollabrunn               | 2:0 (1:0)             | SV Langenrohr          |
| 23.09.2007 um 10:30 Uhr | SC Leopoldsdorf               | 0:6 (0:3)             | USG Ardagger/Neustadtl |
| 23.09.2007 um 11:00 Uhr | ASKÖ Doppl/Hart               | 0:12 (0:4)            | Union Kleinmünchen     |
| 23.09.2007 um 11:00 Uhr | LASK Ladies                   | 12:0 (5:0)            | Sportunion Wolfern     |
| 23.09.2007 um 11:00 Uhr | DSV Wien 04                   | 1:5 (0:3)             | ASK Erlaa              |
| 23.09.2007 um 13:30 Uhr | 1. SVg Guntramsdorf           | 8:0 (2:0)             | FSC Hainfeld           |
| 23.09.2007 um 14:00 Uhr | FC Südburgenland              | 4:0 (0:0)             | SC Unterpremstätten    |
| 23.09.2007 um 14:00 Uhr | ESV Süd-Ost                   | 7:1 (3:1)             | DFV Juwelen Janecka    |
| 23.09.2007 um 15:00 Uhr | SV Ladies Furth               | 1:2 (1:0)             | SV Groß-Schweinbarth   |
| 23.09.2007 um 15:00 Uhr | ASV Spratzern                 | 0:3 (0:3)             | USC Landhaus           |
| 23.09.2007 um 16:00 Uhr | ASKÖ Dionysen/Traun           | 3:6 (3:3)             | ASK Maxglan            |
| 23.09.2007 um 16:00 Uhr | ASV St. Margarethen/Lavanttal | 0:0 n. V. (6:7 i. E.) | SC St. Ruprecht/Raab   |
| 23.09.2007 um 16:00 Uhr | 1. DFC Leoben                 | 3:0 (0:0)             | FC St. Veit/Glan       |

### 2. Cuprunde
Die Bundesligavereine SV Neulengbach (1.) und LUV Graz (2.) stiegen erst in der 3. Cuprunde ein.
| Datum                   |                     | Ergebnis                         |                        |
| ----------------------- | ------------------- | -------------------------------- | ---------------------- |
| 03.11.2007 um 16:00 Uhr | ATSV Hollabrunn     | 0:15 (0:7)                       | SV Neulengbach         |
| 04.11.2007 um 13:00 Uhr | ASK Erlaa           | 2:2 n. V. (2:2, 0:0) (2:4 i. E.) | 1. SVg Guntramsdorf    |
| 04.11.2007 um 14:00 Uhr | LASK Ladies         | 3:8 (0:2)                        | USG Ardagger/Neustadtl |
| 04.11.2007 um 14:00 Uhr | ESV Süd-Ost         | 0:7 (0:2)                        | FC Südburgenland       |
| 04.11.2007 um 14:00 Uhr | USC Landhaus        | 4:2 (2:2)                        | SV Groß-Schweinbarth   |
| 04.11.2007 um 14:00 Uhr | 1. DFC Leoben       | 0:2 (0:0)                        | Union Kleinmünchen     |
| 04.11.2007 um 14:00 Uhr | LUV Graz            | 3:0 (2:0)                        | SC St. Ruprecht/Raab   |
| 04.11.2007 um 14:30 Uhr | FC Wacker Innsbruck | 3:1 (2:1)                        | ASK Maxglan            |

### Viertelfinale
| Datum                   |                     | Ergebnis  |                        |
| ----------------------- | ------------------- | --------- | ---------------------- |
| 29.03.2008 um 16:00 Uhr | FC Wacker Innsbruck | 6:0 (4:0) | LUV Graz               |
| 29.03.2008 um 16:00 Uhr | SV Neulengbach      | 7:1 (3:1) | USG Ardagger/Neustadtl |
| 30.03.2008 um 14:00 Uhr | Union Kleinmünchen  | 3:4 (0:2) | 1. SVg Guntramsdorf    |
| 30.03.2008 um 15:30 Uhr | USC Landhaus        | 4:0 (1:0) | FC Südburgenland       |

### Halbfinale
| Datum                   |                     | Ergebnis  |                     |
| ----------------------- | ------------------- | --------- | ------------------- |
| 19.04.2008 um 17:00 Uhr | SV Neulengbach      | 3:0 (1:0) | FC Wacker Innsbruck |
| 20.04.2008 um 11:00 Uhr | 1. SVg Guntramsdorf | 1:4 (1:3) | USC Landhaus        |

### Finale
Das Finale wurde am Sportplatz AKA St. Pölten, St. Pölten in Niederösterreich vor 500 Zuschauern ausgetragen.
| 01.06.2008 um 15:30 Uhr | SV Neulengbach | 6:2 (3:2) | USC Landhaus |
| Tore: 0:1 Claudia Baumgartner (1.), 1:1 Birgit Gumpenberger (20.), 2:1 Nina Burger (24.), 3:1 Nina Burger (29.), 3:2 Irene Fuhrmann (34.), 4:2 Nina Burger (78.), 5:2 Monica Hickmann Alves (85.), 6:2 Nina Burger (89.) |                |           |              |

## Torschützenliste
In der Torschützenliste des ÖFB Stiegl-Ladies-Cup belegte Nina Burger vom SV Neulengbach den ersten Platz.
| Pl. | Nat.       | Spieler            | Verein                 | Tore |
| --- | ---------- | ------------------ | ---------------------- | ---- |
| 01. | Osterreich | Nina Burger        | SV Neulengbach         | 13   |
| 02. | Slowakei   | Olga Lašová        | 1. SVg Guntramsdorf    | 6    |
| 03. | Osterreich | Sonja Stollnberger | LASK Ladies            | 5    |
| 03. | Osterreich | Katharina Strauchs | USG Ardagger/Neustadtl | 5    |
| 03. | Osterreich | Ruzica Gabric      | LASK Ladies            | 5    |
| 03. | Osterreich | Maria Gstöttner    | SV Neulengbach         | 5    |